# Kammeltal
Kammeltal är en kommun i Landkreis Günzburg i Regierungsbezirk Schwaben i förbundslandet Bayern i Tyskland.
Kommunen bildades 1 juli 1972 genom en sammanslagning av kommunerna Behlingen, Egenhofen, Ettenbeuren, Goldbach, Kleinbeuren, Ried och Wettenhausen.